# Шато-Рено, Франсуа Луи Русселе де
Франсуа Луи Русселе, маркиз де Шаторено (фр. Rousselet (François-Louis), marquis de Châteaurenault (ou Châteaurenaut, ou Châteauregnaud), 22 сентября 1637 — 15 ноября 1716, Париж) — французский дворянин, маршал и вице-адмирал.

## Биография
В молодости, в 1658 году, Шато-Рено участвовал в сражении в дюнах, против испанских войск.
В 1661 году он поступает на службу во французский флот. 23 июля 1664 года участвовал в захвате Джиджелли под командованием Франсуа де Бофора.
В 1672 году он становится капитаном военного корабля и сражается в Средиземноморье против пиратов из Сале.
В 1673 году командует эскадрой, которую ведет в Северное море, где сражается с великим де Рюйтером (1675 год).
В 1677 году идя вдоль Испанского побережья всего только с шестью кораблями, он успешно противостоял атаке голландского флота в составе 25 кораблей под командованием Корнелиуса Эверстена младшего.

### Война Аугсбургской лиги
В ходе девятилетней войны, в 1689 году, генерал-лейтенант морских сил Шато-Рено эскортировал войска Якова II в Ирландию, где их успешно и высадил, одержав победу над английской эскадрой под командованием адмирала Артура Герберта в бухте Бентри. Годом спустя, по итогом неудачной кампании свергнутого английского короля, он же эвакуировал французскую армию и 18 000 мятежных ирландцев. Также, Шато-Рено участвовал в блистательной победе французского флота при мысе Бичи-Хэд и в сражении в бухте Лагос (1693 год).

### Война за испанское наследство
В 1701 году, после смерти Турвиля, Шато-Рено стал вице-адмиралом. В то время это звание соответствовало сухопутному званию маршала Франции.
В ходе войны за испанское наследство, французский флот под командованием вице-адмирала маркиза де Шато-Рено совместно с испанским флотом сопровождал торговый караван из Нового света в Кадис. Однако узнав, что последний блокирован англо-голландским флотом, союзники направились в залив Виго, где и были в итоге разбиты. Флагманский корабль Шато-Рено — La Forte был сожжен в ходе битвы.

## Дальнейшая карьера
В 1704 году маркиз становится губернатором Бретани.
2 февраля 1705 года Шато-Рено награждён орденом Святого Духа.

## Семья
7 сентября 1684 года Шато-Рено вступил в брак с Мари-Энн де ла Порте, виконтессе д’Артуа и мадам де Крозон (1661—1696). Его единственный сын, Луи-Эммануэль, также сделал карьеру во Французском военно-морском флоте.

## Память
Именем Шато-Рено во французском флоте были названы два крейсера. Также, его имя носит улица в городе Ренн.